# Lista de vereadores de Santo Antônio de Pádua
Esta é a lista de vereadores de Santo Antônio de Pádua, município brasileiro do estado do Rio de Janeiro.
A Câmara Municipal de Santo Antônio de Pádua, é formada atualmente por treze representantes, desde a eleição de 2004, diferentemente do que em anos anteriores que era de quinze cadeiras, devido ao fato que as cidades passaram a ter um número de vereadores equivalente à sua população.
O salão das sessões chama-se Plenário Prefeito Renato Alvim Padilha. O instituto histórico da Câmara chama-se Vereador Antônio Machado Brum, inaugurado em 19 de dezembro de 2019.

## Legislatura de 2021–2024
Estes são os vereadores eleitos nas eleições de 15 de novembro de 2020, pelo período de 1° de janeiro de 2021 a 31 de dezembro de 2024:
| Mesa Diretora (2022)             |                       |                        |                           |
| Nome                             | Início do mandato     | Fim do mandato         | Cargo                     |
| Sebastião Martins da Silva (PTB) | 1º de janeiro de 2022 | 31 de dezembro de 2022 | Presidente da Câmara      |
| Flávio Bitencourt Macre (SD)     | 1º de janeiro de 2022 | 31 de dezembro de 2022 | Vice-presidente da Câmara |
| Luís Carlos da Silva (MDB)       | 1º de janeiro de 2022 | 31 de dezembro de 2022 | 1º Secretário             |
| Wilson Paz Rodrigues (PSDB)      | 1º de janeiro de 2022 | 31 de dezembro de 2022 | 2º Secretário             |

| Mesa Diretora (2021)              |                       |                        |                           |
| Nome                              | Início do mandato     | Fim do mandato         | Cargo                     |
| Luís Carlos da Silva (MDB)        | 1º de janeiro de 2021 | 31 de dezembro de 2021 | Presidente da Câmara      |
| Oziel Rodrigues de Magalhães (SD) | 1º de janeiro de 2021 | 31 de dezembro de 2021 | Vice-presidente da Câmara |
| Wilson Paz Rodrigues (PSDB)       | 1º de janeiro de 2021 | 31 de dezembro de 2021 | 1º Secretário             |
| Sérgio da Silva Caires (PL)       | 1º de janeiro de 2021 | 31 de dezembro de 2021 | 2º Secretário             |

|    | Nome                                                                                                  | Partido                                        | Votos | %    | Observações |
| -- | --- | ---------------------------------------------- | ----- | ---- | ----------- |
| 1  | Luís Carlos da Silva, Torinho (2021) (Santo Antônio de Pádua, 20.05.1975–)                            | Movimento Democrático Brasileiro (MDB)         | 834   | 3,42 | 3º mandato  |
| 2  | Renan Ferreira Sanches, Renan do Rosi (Santo Antônio de Pádua, 02.02.1995–)                           | Partido Liberal (PL)                           | 734   | 3,01 | 1º mandato  |
| 3  | Carlos Alexandre da Cunha Blanc (Santo Antônio de Pádua, 27.07.1987–)                                 | Partido Trabalhista Brasileiro (PTB)           | 676   | 2,77 | 1º mandato  |
| 4  | Elton Amaral Brum, Eltinho Brum (Santo Antônio de Pádua, 30.06.1963–)                                 | Partido Social Cristão (PSC)                   | 610   | 2,50 | 3º mandato  |
| 5  | Flávio Bitencourt Macre (Santo Antônio de Pádua, 05.12.1971–)                                         | Solidariedade (SD)                             | 538   | 2,21 | 1º mandato  |
| 6  | Francisco de Assis Miranda Andrade, Chiquinho Andrade (Santo Antônio de Pádua, 02.10.1961–)           | Partido da Social Democracia Brasileira (PSDB) | 530   | 2,17 | 2º mandato  |
| 7  | Oziel Rodrigues de Magalhães (Nova Iguaçu, 03.01.1975–)                                               | Partido Trabalhista Brasileiro (SD)            | 517   | 2,12 | 1º mandato  |
| 8  | Wilson Paz Rodrigues, Brizola (Santo Antônio de Pádua, 02.04.1966–)                                   | Partido da Social Democracia Brasileira (PSDB) | 513   | 2,10 | 1º mandato  |
| 9  | Maria Dib Jazbik Mansur (Santo Antônio de Pádua, 27.02.1946–)                                         | Movimento Democrático Brasileiro (MDB)         | 478   | 1,96 | 2º mandato  |
| 10 | Eliana Blanc de Souza (Santo Antônio de Pádua, 16.04.1979–)                                           | Progressistas (PP)                             | 469   | 1,92 | 1º mandato  |
| 11 | Sérgio da Silva Caires, Serginho Caires (Volta Redonda, 18.03.1972–)                                  | Partido Liberal (PL)                           | 395   | 1,62 | 1º mandato  |
| 12 | Edvaldo Miranda Dias, Perereca (Pirapetinga, 04.01.1983–)                                             | Partido Trabalhista Cristão (PTC)              | 361   | 1,48 | 1º mandato  |
| 13 | Sebastião Martins da Silva, Sebastião da Padaria Carioca (2022) (Santo Antônio de Pádua, 27.02.1962–) | Partido Trabalhista Brasileiro (PTB)           | 346   | 1,42 | 1º mandato  |

## Legislatura de 2017–2020
Estes são os vereadores eleitos nas eleições de 2 de outubro de 2016, pelo período de 1° de janeiro de 2017 a 31 de dezembro de 2020:
| Eleição de 2016 | |         |                  |         |             |
| Nº              | Vereador(a) eleito(a) | Partido | Situação         | Votação | Votação     |
| Nº              | Vereador(a) eleito(a) | Partido | Situação         | Total   | Porcentagem |
| 1               | Luís Carlos da Silva (Torinho) (Vice em 2019)                                                                                       | PR      | Eleito por QP    | 1.154   | 4,77%       |
| 2               | Elton Amaral Brum (Eltinho Brum) | PPS     | Eleito por QP    | 1.005   | 4,16%       |
| 3               | Paulo Roberto Pinheiro Pinto (Paulinho da Refrigeração)                                                                             | PTB     | Eleito por QP    | 911     | 3,77%       |
| 4               | Vanderléia Marques Franco Souza (2019)                                                                                              | SD      | Eleita por QP    | 807     | 3,34%       |
| 5               | Francisco de Assis Miranda Andrade (Chiquinho Andrade)                                                                              | PSDB    | Eleito por QP    | 798     | 3,30%       |
| 6               | Alexandre de Castro Brasil (Licenciado como Secretário mum. de Obras retornou ao mandato em 06.04.2020, após ficar 1 ano e 5 meses) | DEM     | Eleito por QP    | 757     | 3,13%       |
| 7               | Antônio Carlos Bastos da Cunha (Tenente Bastos)                                                                                     | PSB     | Eleito por média | 729     | 3,01%       |
| 8               | Robson de Oliveira Mattos (Robinho Águia Negra)                                                                                     | PMDB    | Eleito por QP    | 728     | 3,01%       |
| 9               | José Luiz de Oliveira Cavalcante (João Grilo) (2018)                                                                                | PSDB    | Eleito por média | 608     | 2,51%       |
| 10              | Pedro Vicente Cortes Medeiros (2020)                                                                                                | PDT     | Eleito por QP    | 603     | 2,49%       |
| 11              | Josias Cosendey Guedes (Josias da Cidade Nova)                                                                                      | PR      | Eleito por média | 542     | 2,24%       |
| 12              | Antônio José Dias de Oliveira (Tonho Motos)                                                                                         | PDT     | Eleito por média | 497     | 2,06%       |
| 13              | Roberto Jubim de Castro | PTB     | Eleito por média | 473     | 1,96%       |

| Cor | Significado                                                  |
| 1   | primeiro mandato como vereador(a) da cidade                  |
| 2   | segundo mandato (seguido ou não) como vereador(a) da cidade  |
| 3   | terceiro mandato (seguido ou não) como vereador(a) da cidade |

Wilson Paz Rodrigues, Brizola, toma posse do cargo em 06.11.2018.

## Legislatura de 2013–2016
Estes são os vereadores eleitos nas eleições de 7 de outubro de 2012, pelo período de 1° de janeiro de 2013 a 31 de dezembro de 2016:
| Eleição de 2012 |                                                         |         |                  |         |             |
| Nº              | Vereador(a) eleito(a)                                   | Partido | Situação         | Votação | Votação     |
| Nº              | Vereador(a) eleito(a)                                   | Partido | Situação         | Total   | Porcentagem |
| 1               | Maria Dib Jasbik Mansur                                 | PP      | Eleita por QP    | 1.396   | 5,352%      |
| 2               | Paulo Roberto Pinheiro Pinto (Paulinho da Refrigeração) | PTB     | Eleito por QP    | 1.372   | 5,260%      |
| 3               | Jadir Pereira de Barros Júnior                          | PPS     | Eleito por QP    | 1.240   | 4,754%      |
| 4               | Luís Carlos da Silva (Torim)                            | PTB     | Eleito por QP    | 1.022   | 3,918%      |
| 5               | Carlos Assef Belloti Nacif                              | PDT     | Eleito por QP    | 989     | 3,792%      |
| 6               | Antônio Carlos Bastos da Cunha (Tenente Bastos)         | PP      | Eleito por média | 887     | 3,401%      |
| 7               | Robson de Oliveira Mattos (Robinho Águia Negra)         | PTC     | Eleito por QP    | 885     | 3,393%      |
| 8               | Neidimar Machado de Souza (Masa)                        | PDT     | Eleito por média | 841     | 3,224%      |
| 9               | Elton Amaral Brum (Eltinho Brum)Vice em 2014            | PTC     | Eleito por média | 821     | 3,148%      |
| 10              | Vanderléia Marques Franco Souza (2014)                  | PMDB    | Eleita por QP    | 806     | 3,090%      |
| 11              | Alexandre de Castro Brasil                              | PMDB    | Eleito por média | 746     | 2,860%      |
| 12              | Marcelo Alexandre de Oliveira (Marcelo Larjan)          | PTB     | Eleito por média | 628     | 2,408%      |
| 13              | Eduardo Silva Leonora (Dudu)                            | PCdoB   | Eleito por QP    | 301     | 1,154%      |

| Cor | Significado                                                  |
| 1   | primeiro mandato como vereador(a) da cidade                  |
| 2   | segundo mandato (seguido ou não) como vereador(a) da cidade  |
| 3   | terceiro mandato (seguido ou não) como vereador(a) da cidade |

## Legislatura de 2009–2012
Estes são os vereadores eleitos nas eleições de 5 de outubro de 2008, pelo período de 1° de janeiro de 2009 a 31 de dezembro de 2012:
| Eleição de 2008 |                                                         |         |                  |         |             |
| Nº              | Vereador(a) eleito(a)                                   | Partido | Situação         | Votação | Votação     |
| Nº              | Vereador(a) eleito(a)                                   | Partido | Situação         | Total   | Porcentagem |
| 1               | João Luís Belloti Nacif                                 | PDT     | Eleito por QP    | 1.631   | 6,57%       |
| 2               | Jadir Pereira de Barros Júnior                          | PPS     | Eleito por QP    | 1.603   | 6,45%       |
| 3               | Adenilson Ferreira (Cassiano de Marangatu)              | PPS     | Eleito por média | 1.181   | 4,75%       |
| 4               | João Batista de Moura Silva (Batistinha)                | PDT     | Eleito por QP    | 1.015   | 4,09%       |
| 5               | Juscelino Cruz de Araújo                                | PMDB    | Eleito por QP    | 906     | 3,65%       |
| 6               | Neidimar Machado de Souza (Masa)                        | PDT     | Eleito por média | 842     | 3,39%       |
| 7               | Paulo Roberto Pinheiro Pinto (Paulinho da Refrigeração) | PTB     | Eleito por QP    | 770     | 3,10%       |
| 8               | Luiz Paulino Jacinto                                    | PP      | Eleito por QP    | 711     | 2,86%       |
| 9               | Waldir Neto Pacheco Ferreira                            | PTC     | Eleito por média | 626     | 2,52%       |

| Cor | Significado                                                  |
| 1   | primeiro mandato como vereador(a) da cidade                  |
| 2   | segundo mandato (seguido ou não) como vereador(a) da cidade  |
| 3   | terceiro mandato (seguido ou não) como vereador(a) da cidade |
| 4   | quarto mandato (seguido ou não) como vereador(a) da cidade   |

## Legislatura de 2005–2008
Estes são os vereadores eleitos nas eleições de 3 de outubro de 2004, pelo período de 1° de janeiro de 2005 a 31 de dezembro de 2008:
| Eleição de 2004 |                                                    |         |                  |         |             |
| Nº              | Vereador(a) eleito(a)                              | Partido | Situação         | Votação | Votação     |
| Nº              | Vereador(a) eleito(a)                              | Partido | Situação         | Total   | Porcentagem |
| 1               | José Rodrigues Fernandes Filho (Zéquinha Pimentão) | PL      | Eleita por QP    | 1.779   | 7,126%      |
| 2               | Maurício de Oliveira Pinto (Maurício Banana)       | PMDB    | Eleita por QP    | 1.566   | 6,273%      |
| 3               | Jadir Pereira de Barros Júnior                     | PL      | Eleita por média | 1.514   | 6,064%      |
| 4               | Ralph Kezen Leite                                  | PMDB    | Eleita por QP    | 1.293   | 5,179%      |
| 5               | Derly Maia Macedo                                  | PPS     | Eleita por QP    | 1.114   | 4,462%      |
| 6               | Joarez Floriano de Souza                           | PSDB    | Eleita por QP    | 1.083   | 4,338%      |
| 7               | Juscelino Cruz de Araújo                           | PMDB    | Eleita por média | 1.053   | 4,218%      |
| 8               | João Luís Belloti Nacif                            | PDT     | Eleita por QP    | 883     | 3,537%      |
| 9               | Waldir Neto Pacheco Ferreira                       | PP      | Eleita por QP    | 638     | 2,555%      |

| Cor | Significado                                                  |
| 1   | primeiro mandato como vereador(a) da cidade                  |
| 2   | segundo mandato (seguido ou não) como vereador(a) da cidade  |
| 3   | terceiro mandato (seguido ou não) como vereador(a) da cidade |
| 4   | quarto mandato (seguido ou não) como vereador(a) da cidade   |

## Legislatura de 2001–2004
Estes são os vereadores eleitos nas eleições de 1º de outubro de 2000, pelo período de 1° de janeiro de 2001 a 31 de dezembro de 2004:
| Eleição de 2000 |                                                    |         |                  |         |             |
| Nº              | Vereador(a) eleito(a)                              | Partido | Situação         | Votação | Votação     |
| Nº              | Vereador(a) eleito(a)                              | Partido | Situação         | Total   | Porcentagem |
| 1               | Joarez Floriano de Souza                           | PTB     | Eleito por QP    | 1.062   | 4,673%      |
| 2               | Juscelino Cruz de Araújo                           | PMDB    | Eleito por QP    | 743     | 3,269%      |
| 3               | João Luís Belloti Nacif                            | PDT     | Eleito por QP    | 719     | 3,164%      |
| 4               | Derly Maia Macedo                                  | PTB     | Eleito por QP    | 716     | 3,150%      |
| 5               | José Bernadino Souza de Oliveira                   | PST     | Eleito por QP    | 699     | 3,076%      |
| 6               | Jair Pereira Barros                                | PTB     | Eleito por média | 638     | 2,807%      |
| 7               | José Rodrigues Fernandes Filho (Zéquinha Pimentão) | PP      | Eleito por QP    | 631     | 2,776%      |
| 8               | Ralph Kezen Leite                                  | PSB     | Eleito por QP    | 563     | 2,477%      |
| 9               | João Batista de Moura Silva (Batistinha)           | PST     | Eleito por QP    | 551     | 2,424%      |
| 10              | Wagner Ribeiro Pinto                               | PSC     | Eleito por QP    | 511     | 2,248%      |
| 11              | Carlos Campos Magalhães                            | PDT     | Eleito por QP    | 488     | 2,147%      |
| 12              | Antônio Machado Brum                               | PP      | Eleito por QP    | 458     | 2,015%      |
| 13              | Anízio Camacho                                     | PDT     | Eleito por média | 369     | 1,624%      |
| 14              | Mira-bell Souza Malafaia                           | PP      | Eleito por média | 281     | 1,236%      |
| 15              | Ildo Gonçalves da Silva                            | PSDC    | Eleito por QP    | 241     | 1,060%      |

| Cor | Significado                                                  |
| 1   | primeiro mandato como vereador(a) da cidade                  |
| 2   | segundo mandato (seguido ou não) como vereador(a) da cidade  |
| 3   | terceiro mandato (seguido ou não) como vereador(a) da cidade |
| 4   | quarto mandato (seguido ou não) como vereador(a) da cidade   |
| 6   | sexto mandato (seguido ou não) como vereador(a) da cidade    |
| 7   | sétimo mandato (seguido ou não) como vereador(a) da cidade   |

## Legislatura de 1997–2000
Estes são os vereadores eleitos nas eleições de 3 de outubro de 1996, pelo período de 1° de janeiro de 1997 a 31 de dezembro de 2000:
| Eleição de 1996 |                                                    |         |                  |         |             |
| Nº              | Vereador(a) eleito(a)                              | Partido | Situação         | Votação | Votação     |
| Nº              | Vereador(a) eleito(a)                              | Partido | Situação         | Total   | Porcentagem |
| 1               | Derly Maia Macedo                                  | PPS     | Eleito por QP    | 668     | 3,294%      |
| 2               | Juscelino Cruz de Araújo                           | PMDB    | Eleito por QP    | 528     | 2,604%      |
| 3               | João Batista de Moura Silva (Batistinha)           | PST     | Eleito por QP    | 527     | 2,599%      |
| 4               | Joaquim Ribeiro da Silva                           | PMDB    | Eleito por QP    | 502     | 2,475%      |
| 5               | Carlos Campos Magalhães                            | PDT     | Eleito por QP    | 485     | 2,392%      |
| 6               | Wagner Ribeiro Pinto                               | PTB     | Eleito por QP    | 497     | 2,451%      |
| 7               | Jair Pereira Barros                                | PPS     | Eleito por QP    | 469     | 2,313%      |
| 8               | Antônio Machado Brum                               | PSDB    | Eleito por QP    | 463     | 2,283%      |
| 9               | Joarez Floriano de Souza                           | PTB     | Eleito por média | 457     | 2,253%      |
| 10              | Anízio Camacho                                     | PDT     | Eleito por média | 398     | 1,963%      |
| 11              | Carlos Roberto Pereira Alves                       | PMDB    | Eleito por média | 390     | 1,923%      |
| 12              | José Rodrigues Fernandes Filho (Zéquinha Pimentão) | PSDB    | Eleito por média | 387     | 1,908%      |
| 13              | Deusdedite de Amorim Claro                         | PTB     | Eleito por média | 382     | 1,884%      |
| 14              | Alcinete Dias da Cruz                              | PPS     | Eleito por QP    | 379     | 1,869%      |
| 15              | Ary José Faria Brum                                | PST     | Eleito por QP    | 327     | 1,612%      |

| Cor | Significado                                                  |
| 1   | primeiro mandato como vereador(a) da cidade                  |
| 2   | segundo mandato (seguido ou não) como vereador(a) da cidade  |
| 3   | terceiro mandato (seguido ou não) como vereador(a) da cidade |
| 5   | quinto mandato (seguido ou não) como vereador(a) da cidade   |
| 6   | sexto mandato (seguido ou não) como vereador(a) da cidade    |

## Legislatura de 1993–1996
Estes são os vereadores eleitos nas eleições de 3 de outubro de 1992, pelo período de 1° de janeiro de 1993 a 31 de dezembro de 1996:
| Eleição de 1992 |                                          |         |         |
| Nº              | Vereador(a) eleito(a)                    | Partido | Votação |
| 1               | Wagner Ribeiro Pinto                     | PDT     | 581     |
| 2               | Adevarde José de Oliveira                | PL      | 553     |
| 3               | Antônio Machado Brum                     | PL      | 457     |
| 4               | Carlos Roberto Pereira Alves             | PMDB    | 412     |
| 5               | Carlos Campos Magalhães                  | PTR     | 403     |
| 6               | José Wilson Jobin da Silva               | PL      | 399     |
| 7               | Waldir Dias Pacheco                      | PL      | 399     |
| 8               | João Batista de Moura Silva (Batistinha) | PTR     | 383     |
| 9               | Geraldo Soares Botelho                   | PMDB    | 383     |
| 10              | Jair Pereira Barros                      | PMDB    | 372     |
| 11              | Manoel Braz Corrêa Dias                  | PDT     | 369     |
| 12              | Derly Maia Macedo                        | PMDB    | 366     |
| 13              | Deusdedite de Amorim Claro               | PTR     | 345     |
| 14              | Anízio Camacho                           | PTR     | 339     |
| 15              | José Carlos Meira                        | PL      | 264     |

| Cor | Significado                                                  |
| 1   | primeiro mandato como vereador(a) da cidade                  |
| 2   | segundo mandato (seguido ou não) como vereador(a) da cidade  |
| 3   | terceiro mandato (seguido ou não) como vereador(a) da cidade |
| 4   | quarto mandato (seguido ou não) como vereador(a) da cidade   |
| 5   | quinto mandato (seguido ou não) como vereador(a) da cidade   |

## Legislatura de 1989–1992
Estes são os vereadores eleitos nas eleições de 15 de novembro de 1988, pelo período de 1° de janeiro de 1989 a 31 de dezembro de 1992:
| Eleição de 1988 |                                    |         |         |
| Nº              | Vereador(a) eleito(a)              | Partido | Votação |
| 1               | Ataíde Faria Leite                 | PMDB    | 657     |
| 2               | Adevarde José de Oliveira          | PL      | 647     |
| 3               | José Pereira Netto                 | PFL     | 569     |
| 4               | Antônio Machado Brum               | PL      | 512     |
| 5               | Waldemiro Duarte Eccard            | PMDB    | 461     |
| 6               | Waldir Dias Pacheco                | PL      | 429     |
| 7               | Athaíde Ramos Ferreira             | PMDB    | 390     |
| 8               | Marinice Vieira Daher Nascimento   | PMDB    | 378     |
| 9               | Geraldo Soares Botelho             | PMDB    | 377     |
| 10              | Ataíde Medeiros Jorge              | PL      | 371     |
| 11              | Carlos Campos Magalhães            | PTR     | 270     |
| 12              | Paulo Roberto Coutinho de Oliveira | PTR     | 236     |
| 13              | Wagner Ribeiro Pinto               | PDT     | 186     |

| Cor | Significado                                                  |
| 1   | primeiro mandato como vereador(a) da cidade                  |
| 2   | segundo mandato (seguido ou não) como vereador(a) da cidade  |
| 3   | terceiro mandato (seguido ou não) como vereador(a) da cidade |
| 4   | quarto mandato (seguido ou não) como vereador(a) da cidade   |

## Legislatura de 1983–1988
Estes são os vereadores eleitos nas eleições de 15 de novembro de 1982:
| Eleição de 1982 |                             |         |         |
| Nº              | Vereador(a) eleito(a)       | Partido | Votação |
| 1               | Jair Cardoso Ramada         | PDS     | 1.290   |
| 2               | Miguel Chaim Elias          | PDS     | 1.149   |
| 3               | Ataíde Medeiros Jorge       | PDS     | 1.118   |
| 4               | Adevarde José de Oliveira   | PDS     | 899     |
| 5               | Ataíde Faria Leite          | PMDB    | 866     |
| 6               | Antônio Machado Brum        | PDS     | 749     |
| 7               | Geraldo Soares Botelho      | PMDB    | 655     |
| 8               | Ramiro Reis Duarte Coutinho | PMDB    | 596     |
| 9               | Wilson Cretton              | PMDB    | 529     |
| 10              | Jarbas Brum de Almeida      | PMDB    | 475     |
| 11              | Jefferson Pereira Fialho    | PDS     | 470     |
| 12              | Elzi Bom                    | PMDB    | 454     |
| 13              | Waldir Dias Pacheco         | PDS     | 432     |

| Cor | Significado                                                  |
| 1   | primeiro mandato como vereador(a) da cidade                  |
| 2   | segundo mandato (seguido ou não) como vereador(a) da cidade  |
| 3   | terceiro mandato (seguido ou não) como vereador(a) da cidade |

## Legislatura de 1977–1982
Estes são os vereadores eleitos nas eleições de 15 de novembro de 1976:
| Eleição de 1976 |                                     |         |         |
| Nº              | Vereador(a) eleito(a)               | Partido | Votação |
| 1               | Antônio Carlos Teixeira de Carvalho | ARENA   | 1.164   |
| 2               | Ramiro Reis Duarte Coutinho         | ARENA   | 1.072   |
| 3               | Miguel Chaim Elias                  | ARENA   | 902     |
| 4               | Nedimar Antônio                     | ARENA   | 888     |
| 5               | Jarbas Brum de Almeida              | ARENA   | 811     |
| 6               | Adevarde José de Oliveira           | ARENA   | 772     |
| 7               | Elzi Bom                            | ARENA   | 729     |
| 8               | Wilson Cretton                      | MDB     | 703     |
| 9               | José Gomes de Souza                 | ARENA   | 663     |
| 10              | Antônio Machado Brum                | ARENA   | 659     |
| 11              | Geraldo Soares Botelho              | MDB     | 531     |
| 12              | Ames Maurício Brum                  | MDB     | 495     |
| 13              | Wagner Oliveira Souza               | MDB     | 489     |

| Cor | Significado                                                 |
| 1   | primeiro mandato como vereador(a) da cidade                 |
| 2   | segundo mandato (seguido ou não) como vereador(a) da cidade |

## Legislatura de 1973–1976
Estes são os vereadores eleitos nas eleições de 15 de novembro de 1972:
| Eleição de 1972 |                             |         |         |
| Nº              | Vereador(a) eleito(a)       | Partido | Votação |
| 1               | José Simão                  | ARENA   | 1.148   |
| 2               | Miguel Chaim Elias          | ARENA   | 889     |
| 3               | Ruy Curti                   | MDB     | 782     |
| 4               | Alpheu Boechat Sardemberg   | ARENA   | 577     |
| 5               | Adevarde José de Oliveira   | ARENA   | 538     |
| 6               | Maria Azevedo Gonçalves     | MDB     | 534     |
| 7               | Wagner de Oliveira Souza    | MDB     | 513     |
| 8               | Antônio Manoel de Paula     | ARENA   | 491     |
| 9               | Antônio Machado Brum        | ARENA   | 464     |
| 10              | João Robert André           | ARENA   | 432     |
| 11              | José Jorge Brasil           | ARENA   | 421     |
| 12              | Francisco Jacintho da Silva | MDB     | 384     |
| 13              | Wilson Cretton              | MDB     | 376     |

| cor  | significado          |
| Bege | Presidente da Câmara |
| Azul | Suplente             |